# فرودگاه هولاک
فرودگاه هولاک (به انگلیسی: Havelock Airport) یک فرودگاه همگانی است که یک باند فرود چمن دارد و طول باند آن ۶۳۷ متر است. این فرودگاه در کشور کانادا قرار دارد و در ارتفاع ۱۳۰ متری از سطح دریا واقع شده‌است.